# Пет Кеш
Патрик Харт „Пет“ Кеш (енгл. Patrick Hart „Pat“ Cash; Мелбурн, 27. мај 1965) је бивши аустралијски тенисер.

## Каријера
Кеш је први пут скренуо пажњу на себе још као млад играч у раним 1980-им. Добио је стипендију на аустралијском Институту за спорт. Био је први јуниор света 1981. године, а 1982. је освојио титуле на јуниорском Вимблдону и Ју-Ес Опену. Професионалну каријеру је започео 1982. и освојио прву титулу исте године у Мелбурну.
Године 1983. је постао најмлађи играч који је играо у финалу Дејвис купа. Кеш је освојио одлучујући поен у синглу против Јоакима Нистрома у којем је Аустралија победила Шведску са 3-2.
Највећи успех Кеш је постигао на Вимблдону 1987. године када је у финалу победио тада првог игача света Ивана Лендла, пре тога је победио Матса Виландера у четвртфиналу и Џимија Конорса у полуфиналу. Изгубио је један сет на том турниру.
Освојио је укупно 7 турнира у каријери, а на АТП листи је достигао на четврто место.

## Приватан живот
У раним двадесетим, Кеш је добио двоје деце са својом тадашњом девојком, норвешким моделом Ен-Брит Кристијансен. Имају сина, Данијела (1986) и ћерку Миу (1988). Од 1990. до 2002, Кеш је био ожењен са Бразилком Емили Бендита. Близанци, Шенон и Џет, су рођени 1994. године. Џет се бави тенисом као и његов отац.

## Гренд слем

#### Финала 3 (1—2)
| Исход  | Турнир                        | Година | Подлога | Противник у финалу | Резултат                   |
| Пораз  | Отворено првенство Аустралије | 1987   | Тврда   | Стефан Едберг      | 3–6, 4–6, 6–3, 7-5, 3-6    |
| Победа | Вимблдон                      | 1988   | Трава   | Иван Лендл         | 7–6(5), 6–2, 7–5           |
| Пораз  | Отворено првенство Аустралије | 1988   | Тврда   | Матс Виландер      | 3–6, 7–6(3), 6–3, 1–6, 6–8 |